# Рожерио да Силва, Дейвсон
Дейвсон Рожерио да Силва (порт.-браз. Deivson Rogério da Silva; род. 9 января 1985, Гравата, Пернамбуку), более известный под именем Бобо (порт.-браз. Bobô) — бразильский футболист, нападающий.

## Карьера

### Клубная
Бобо начал карьеру в возрасте 10 лет, придя в школу клуба «Коринтианс». В возрасте 18-ти лет он подписал свой первый профессиональный контракт с командой и стал выступать за основной состав клуба. Его дебют в чемпионате Бразилии вышел 23 июля 2003 года с клубом «Баия». За 3 года в клубе он провёл 31 матч в чемпионате страны и забил 3 гола.
В 2005 году Бобо, на правах аренды, перешёл в турецкий клуб «Бешикташ», заплативший за годичную аренду бразильца 150 тыс. евро. После одного сезона, в котором Бобо забил 9 голов, Бешикташ выкупил трансфер бразильца, заплатив 2,5 млн евро. В сезоне 2006/07 Бобо стал лучшим бомбардиром «Бешикташа», а также забил победный гол в финале Кубка Турции. В начале следующего сезона, после того как бразилец забил 3 гола в 3-х матчах, он подписал новый контракт с «Бешикташем» до 2011 года за 1,15 млн евро в год. Всего в сезоне 2007/08 Бобо забил 13 голов. В 2009 году Бобо вновь стал лучшим бомбардиром команды и во второй раз победил в чемпионате Турции, а также в третий раз выиграл Кубок Турции, забив 2 гола в финальной игре турнира.

### Международная
Бобо выступал за молодёжную сборную Бразилии с 2005 по 2008 год. В её составе он участвовал в молодёжном чемпионате мира в 2005 году.
4 февраля 2008 года Бобо был вызван в состав первой сборной Бразилии на матч с Ирландией, заменив травмировавшегося Алешандре Пато, однако на поле не вышел.

## Достижения
Командные
- Чемпион Бразилии: 2005
- Обладатель Кубка Турции: 2006, 2007, 2009, 2011
- Чемпион Турции: 2008/09
- Обладатель Суперкубка Турции: 2006

Личные
- Лучший бомбардир Кубка Турции: 2007, 2009
- Лучший игрок финала Кубка Турции: 2009
- Член символической сборной чемпионата Турции: 2008/09

## Статистика
| Сезон   | Клуб       | Лига       | Чемпионат | Чемпионат | Кубок | Кубок | Континт. | Континт. | Прочие | Прочие |
| Сезон   | Клуб       | Лига       | Игры      | Голы      | Игры  | Голы  | Игры     | Голы     | Игры   | Голы   |
| ------- | ---------- | ---------- | --------- | --------- | ----- | ----- | -------- | -------- | ------ | ------ |
| 2003    | Коринтианс | Серия А    | 13        | 0         | 0     | 0     | ?        | ?        | ?      | ?      |
| 2004    | Коринтианс | Серия А    | 4         | 0         | 3     | 0     | ?        | ?        | ?      | ?      |
| 2005    | Коринтианс | Серия А    | 14        | 0         | 4     | 0     | ?        | ?        | ?      | ?      |
| 2005/06 | Бешикташ   | Супер Лига | 14        | 5         | 7     | 4     | 0        | 0        | 0      | 0      |
| 2006/07 | Бешикташ   | Супер Лига | 27        | 11        | 9     | 7     | 6        | 2        | 1      | 0      |
| 2007/08 | Бешикташ   | Супер Лига | 21        | 10        | 3     | 1     | 10       | 4        | 1      | 1      |
| 2008/09 | Бешикташ   | Супер Лига | 32        | 12        | 8     | 7     | 4        | 1        | 0      | 0      |
| 2009/10 | Бешикташ   | Супер Лига | 29        | 12        | 3     | 1     | 5        | 1        | 1      | 0      |
| 2010/11 | Бешикташ   | Супер Лига | 12        | 7         | 2     | 2     | 11       | 4        | 0      | 0      |